# الإجهاض في البحرين
الإجهاض في البحرين هو أمر قانوني عند الطلب وذلك بناء على تفويض واستشارة من قبل فريق من الأطباء. استنادا لقانون العقوبات سنة 1976 فالإجهاض بناء على رغبة المرأة غير قانوني في البحرين إذا تجاوز حملها 12 أسبوعا وقد تصل عقوبة منفذ العملية (دون تفويض قانوني) أو المشارك فيها (سواء ساهم بشكل مباشر أو ضغط على الحامل حتى دفع بها لإجراء العملية رغما عنها) إلى ستة أشهر في السجن أما في حالة ما تم تنفيذ العملية دون موافقة المرأة فقد تصل العقوبة إلى عشر سنوات سجنا.
أفادت الأمم المتحدة أن نسبة الإجهاض تبلغ في البحرين ما معدله 11.1 حالة لكل 1000 مرأة تتراوح أعمارهن بين 15 و 44 وذلك اعتبارًا من 2002.